# Vaulx-Vraucourt
Vaulx-Vraucourt – miejscowość i gmina we Francji, w regionie Hauts-de-France, w departamencie Pas-de-Calais.
Według danych na rok 1990 gminę zamieszkiwały 1133 osoby, a gęstość zaludnienia wynosiła 80 osób/km² (wśród 1549 gmin regionu Nord-Pas-de-Calais Vaulx-Vraucourt plasuje się na 523. miejscu pod względem liczby ludności, natomiast pod względem powierzchni na miejscu 146.).